# Azul (Buenos Aires)
Azul is een plaats in het Argentijnse bestuurlijke gebied Azul in de provincie Buenos Aires. De plaats telt 53.074 inwoners.
De kathedraal Nuestra Señora del Rosario in Azul is sinds 1934 zetel van het rooms-katholieke bisdom Azul.

## Galerij

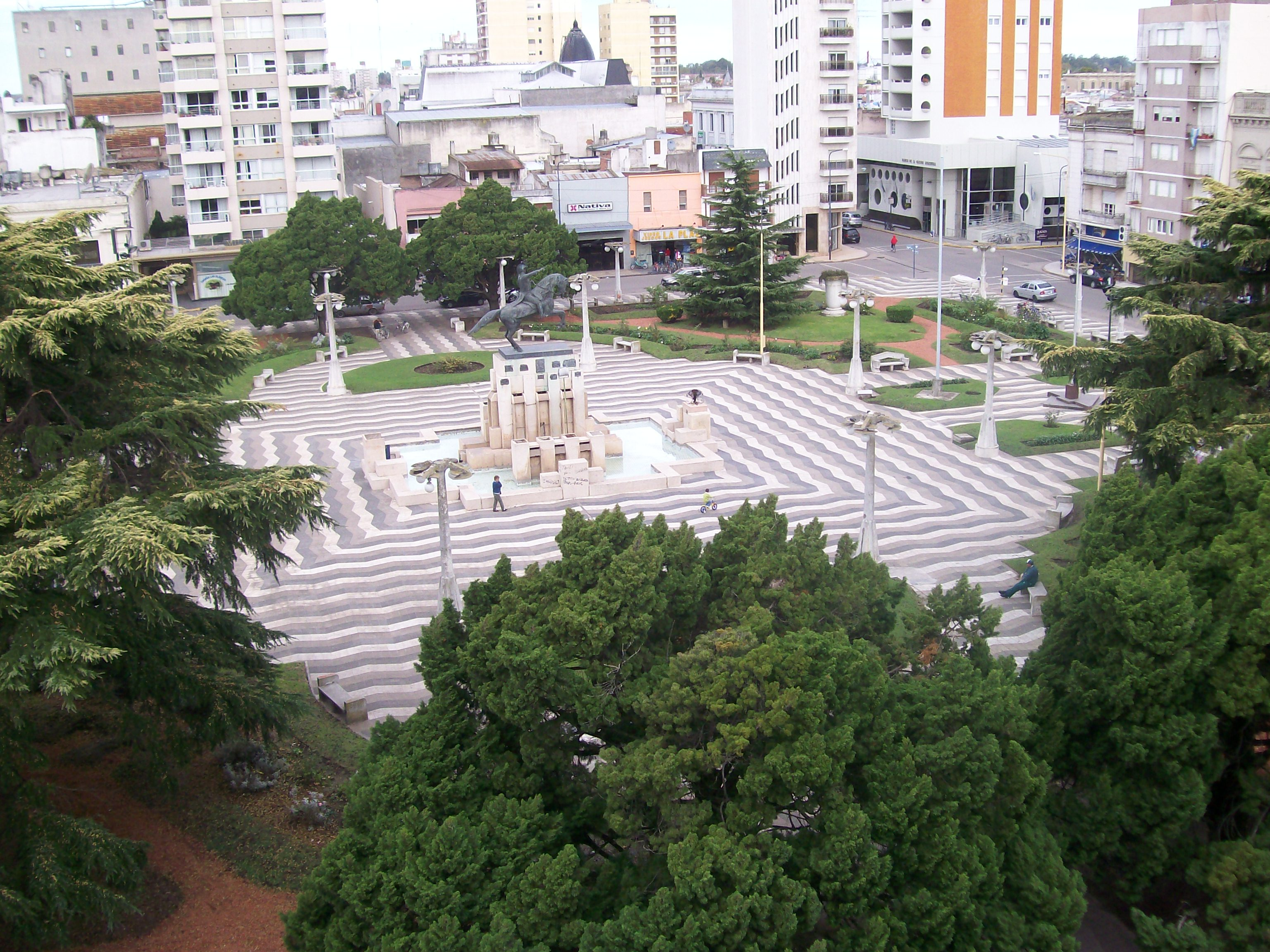
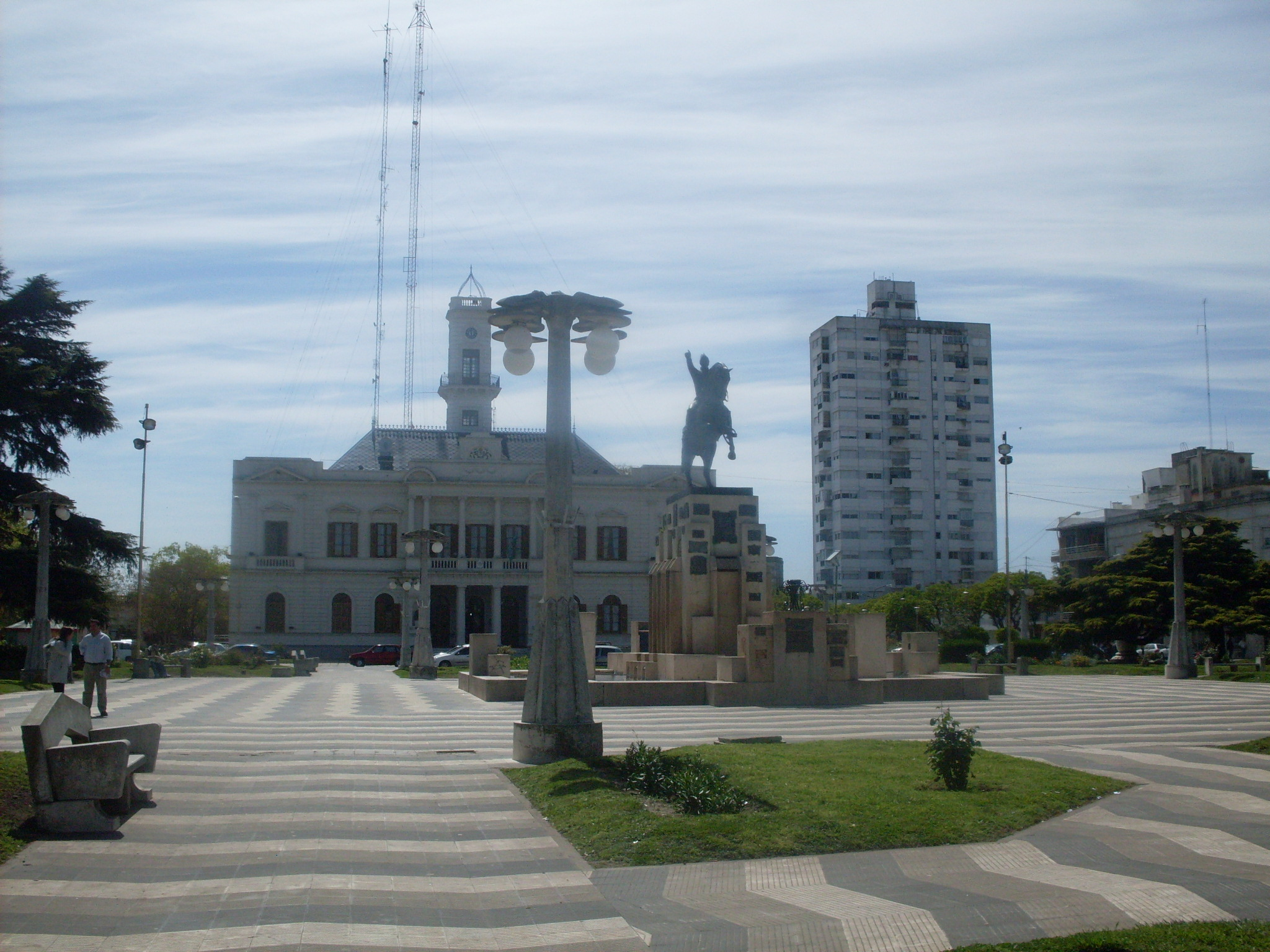
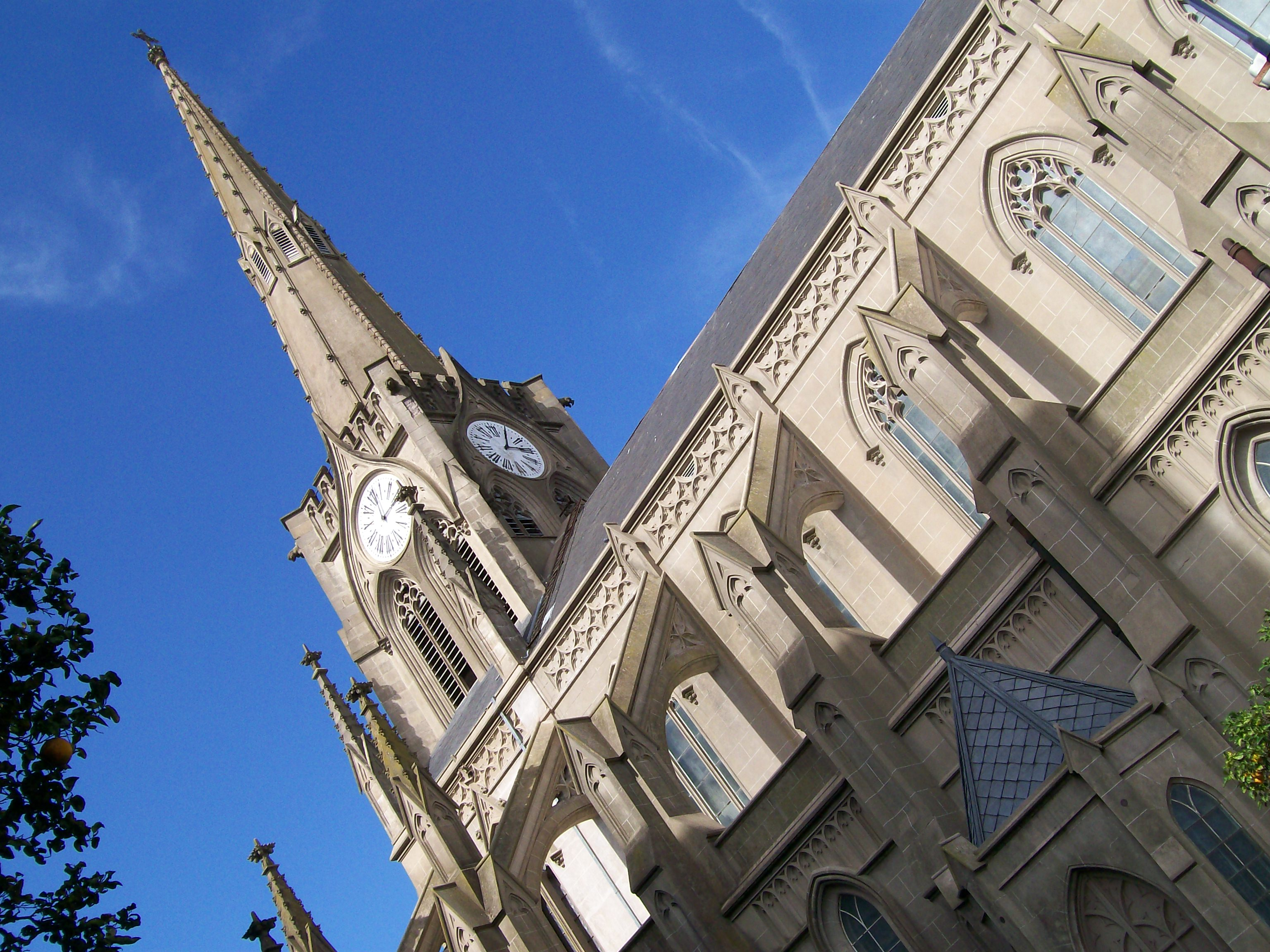
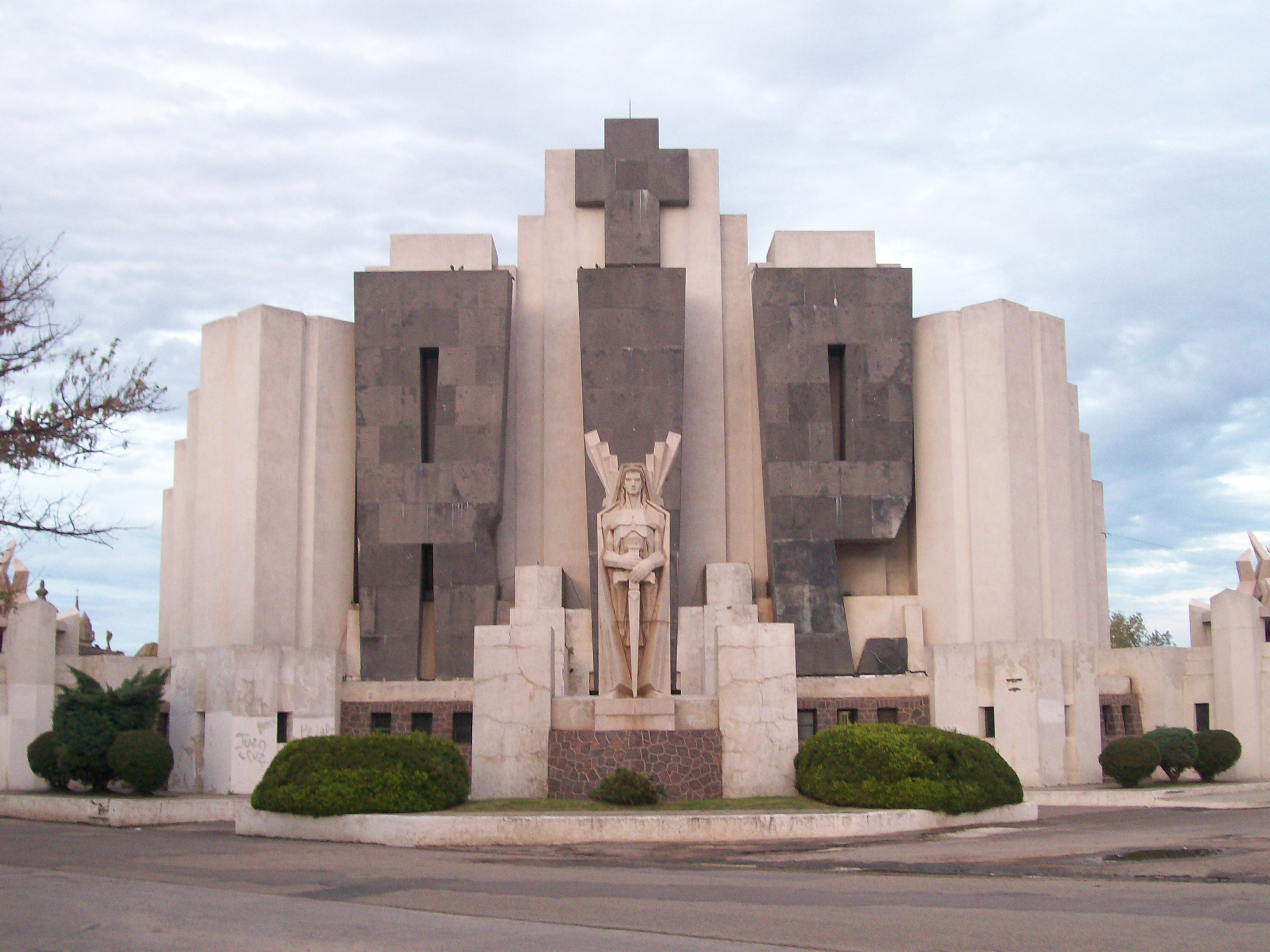
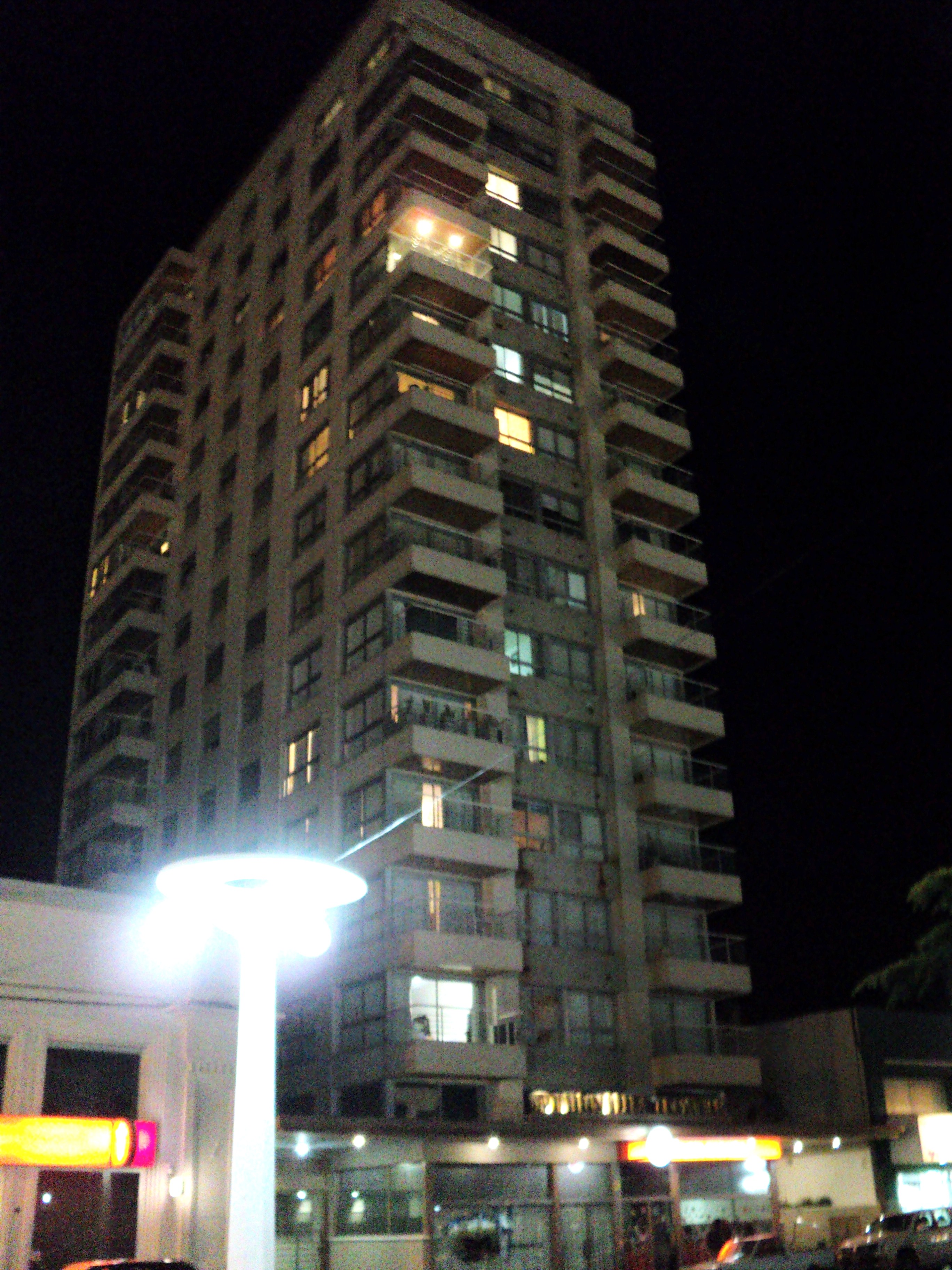
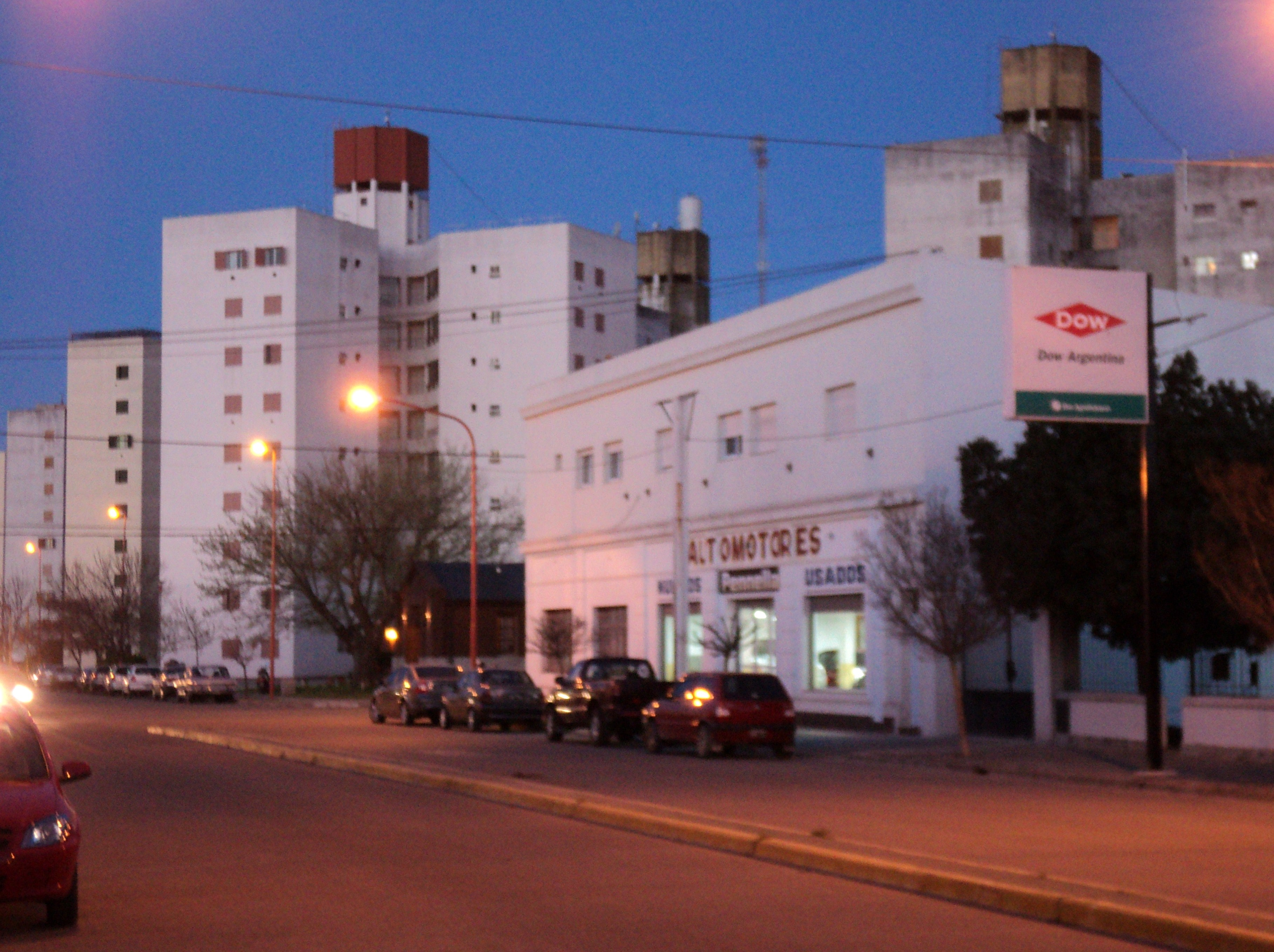
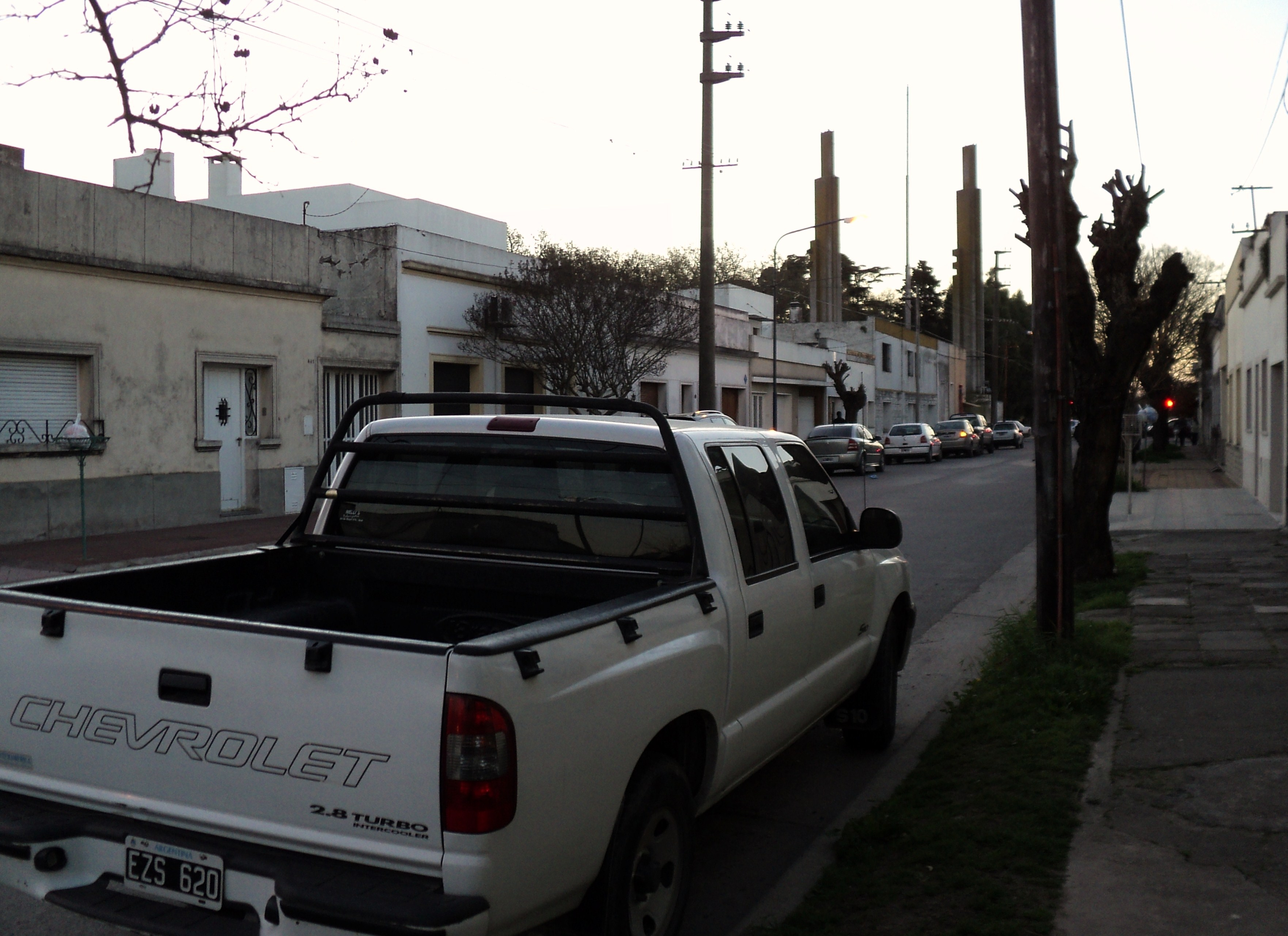
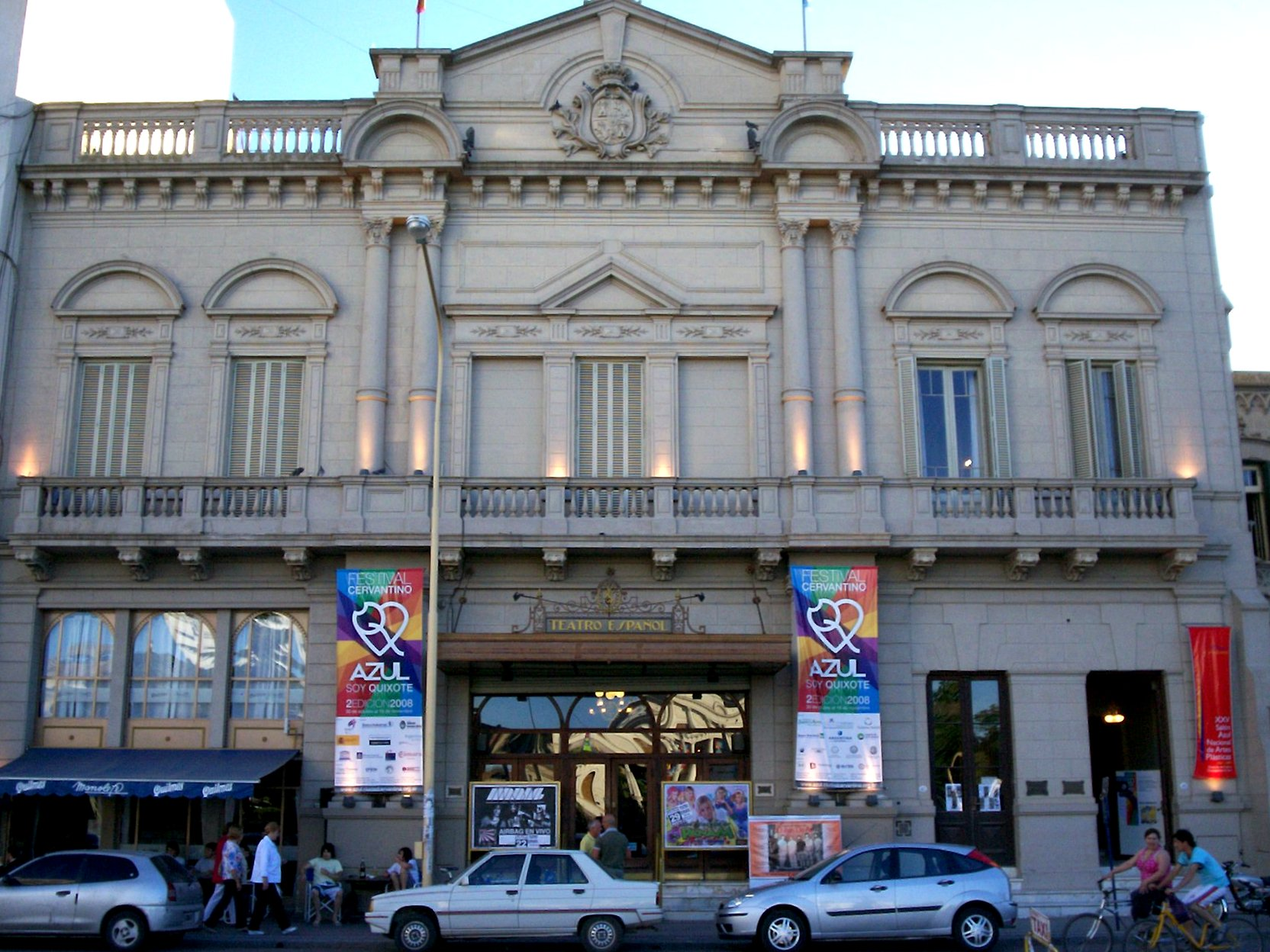
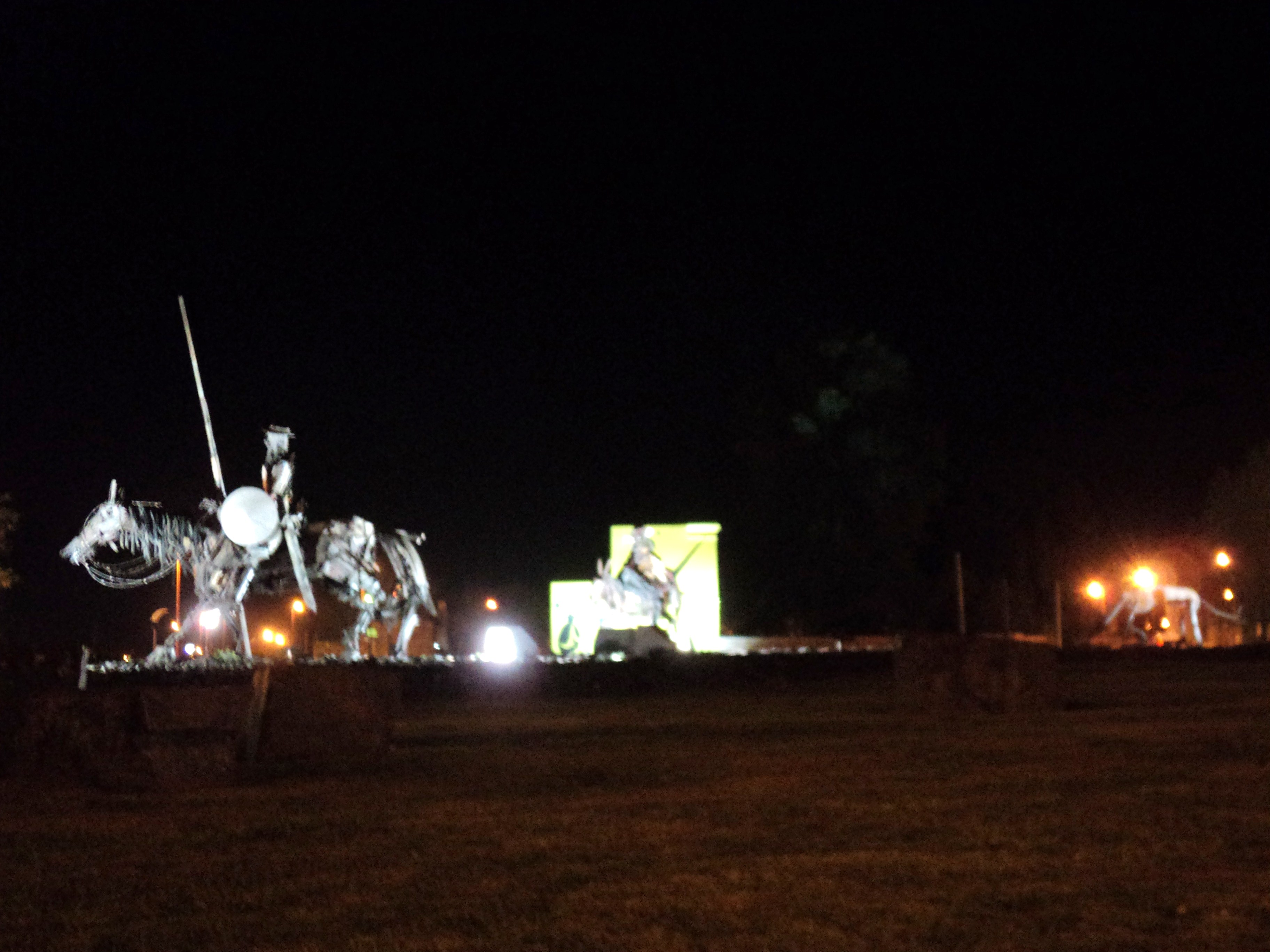
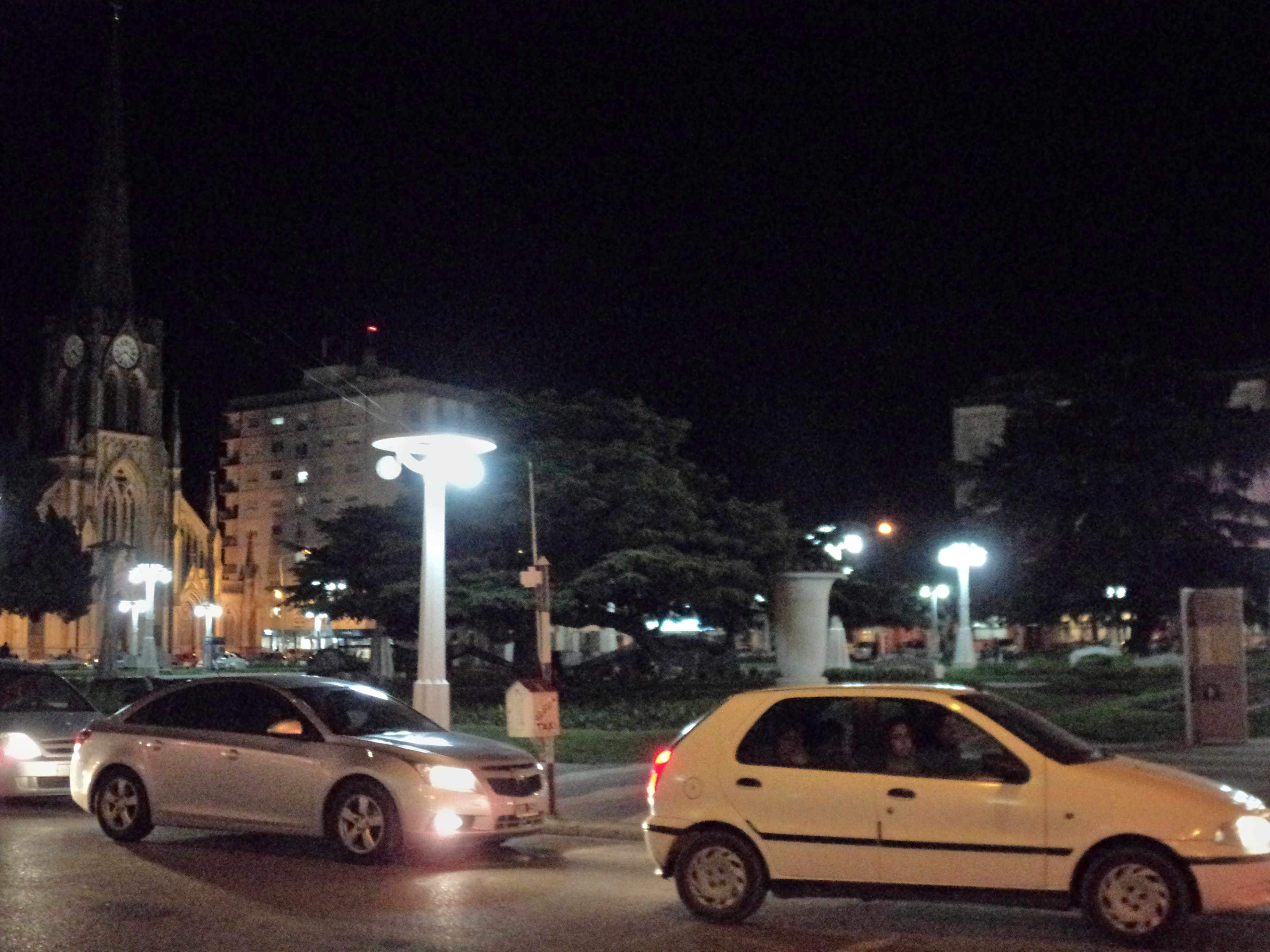
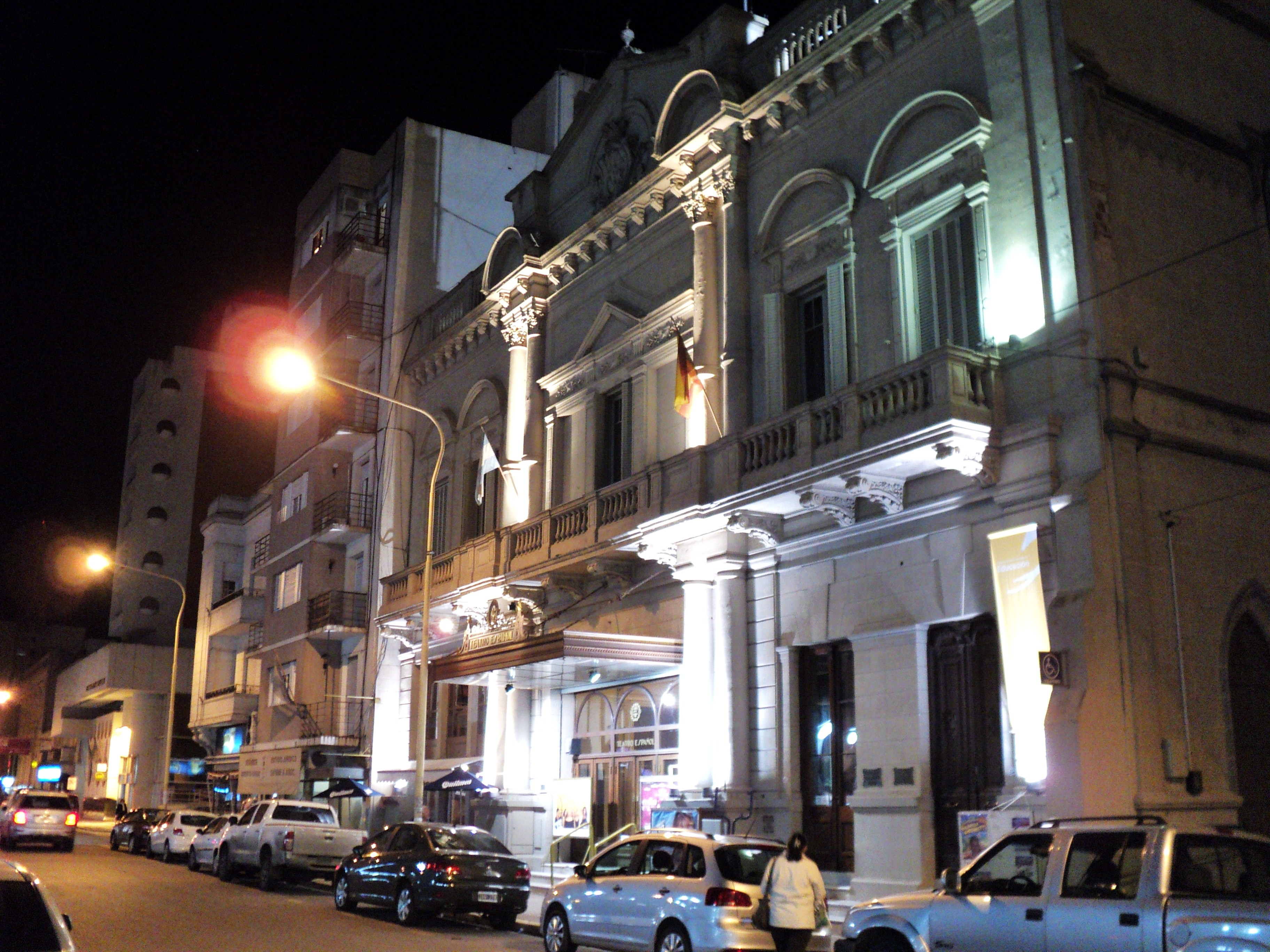
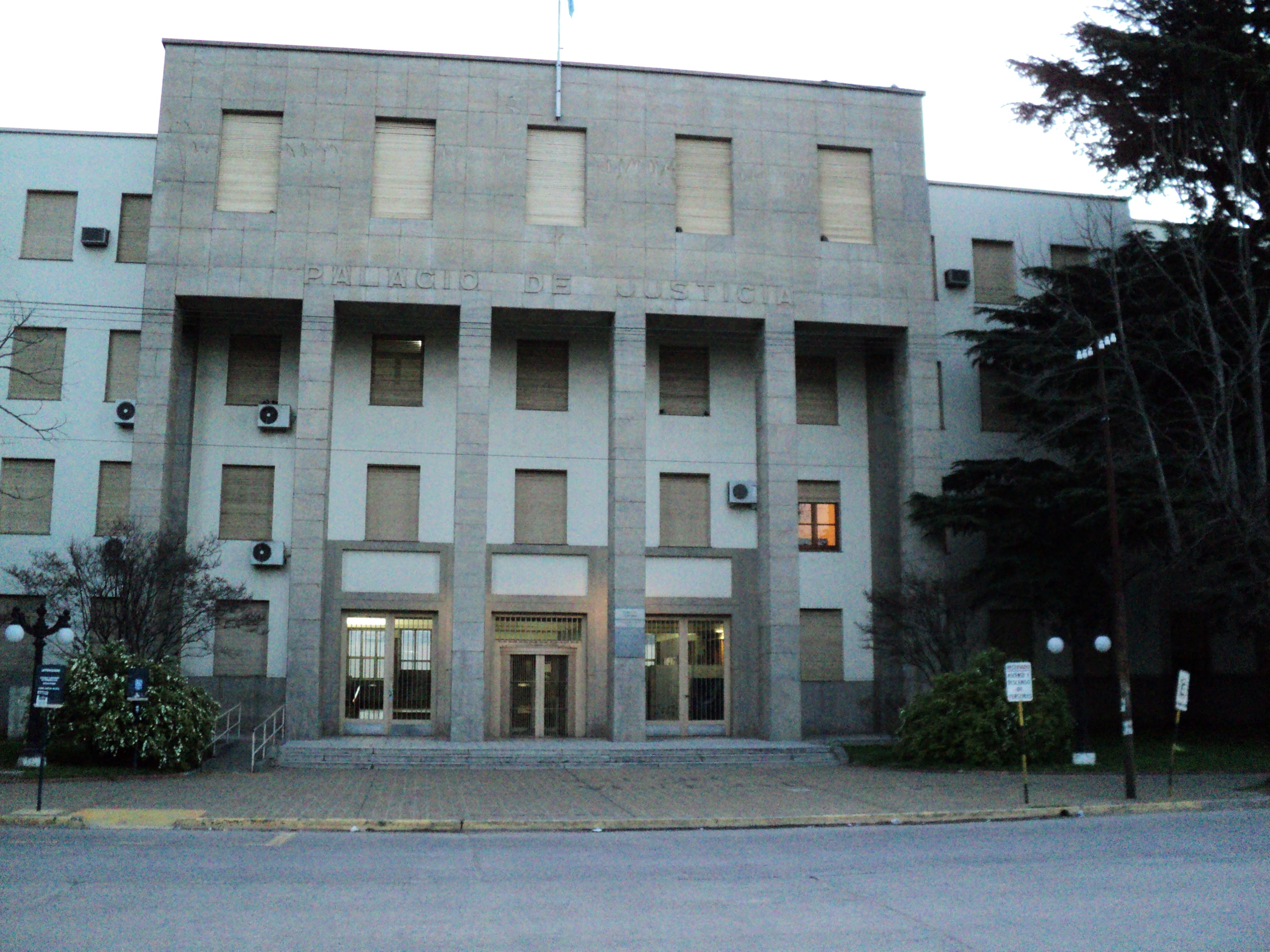

## Geboren
- Franco Mastantuono (14 augustus 2007), voetballer